# Сан-Мигел-де-Калдаш-де-Визела
Сан-Мигел-де-Калдаш-де-Визела (порт. São Miguel de Caldas de Vizela)  —  район (фрегезия) в Португалии,  входит в округ Брага. Является составной частью муниципалитета  Визела. Находится в составе крупной городской агломерации Большое Минью. По старому административному делению входил в провинцию Минью. Входит в экономико-статистический  субрегион Аве, который входит в Северный регион. Население составляет 6280 человек на 2001 год. Занимает площадь 5,20 км².